# Giorgio Malinverni
 (août 2007).
Si vous disposez d'ouvrages ou d'articles de référence ou si vous connaissez des sites web de qualité traitant du thème abordé ici, merci de compléter l'article en donnant les références utiles à sa vérifiabilité et en les liant à la section « Notes et références ».
Giorgio Malinverni, né le 3 octobre 1941, est un universitaire suisse spécialiste de droit constitutionnel et de droit international.

## Biographie

### Études
- Licence en droit à l'Université de Fribourg en 1965
- Doctorat à l'Institut universitaire de hautes études internationales (Genève).

### Carrière
Giorgio Malinverni est assistant de 1966 à 1971 puis professeur assistant de 1974 à 1980 à la faculté de droit de l'Université de Genève. Il devient professeur ordinaire dès 1980. Il travaille comme juriste auprès du Comité international de la Croix-Rouge de 1971 à 1973.
Il est également professeur invité aux universités de Lausanne (1982 et 1989), de Neuchâtel (1991), de Nice (1994), de Paris II (1995) et de Strasbourg (2000).
Malinverni dirige le département de droit constitutionnel en 1983-1989 et 1995-19 et préside la section de droit public (en tant que vice-doyen) de 1989 à 1993. Il est également membre du Conseil exécutif de l'Association internationale de droit constitutionnel.
Il est aussi membre suisse de la Commission du Conseil de l'Europe pour la démocratie par le droit, dont il est vice-président de 1995 à 1997, conseiller international auprès de la Cour constitutionnelle de Croatie (1997-1999), membre du Comité de rédaction de la Revue suisse de droit international et de droit européen et membre du Comité scientifique de la Revue trimestrielle des droits de l'Homme.
Le 27 juin 2006, il est élu juge à la Cour européenne des droits de l'homme par l'Assemblée parlementaire du Conseil de l'Europe. Trois candidats figurent sur la liste présentée par le Conseil fédéral pour occuper le siège laissé vacant par le départ du juge Luzius Wildhaber. Il est élu dès le premier tour de scrutin avec 75 voix, devant la Zurichoise Lili Nabholz, qui récolte 49 voix, et le président du Tribunal fédéral, Giusep Nay, qui recueille 19 voix. Le 19 janvier 2007, il prend ses fonctions qu'il exerce jusqu'au 3 octobre 2011, date de son soixante-dixième anniversaire.

### Enseignements
- Droit constitutionnel
- Droits fondamentaux
- Droit international des droits de l'homme

### Engagements
Depuis décembre 2011, Giorgio Malinverni est le président de l'association suisse TRIAL (Track Impunity Always).

## Publications
- Le règlement des différends dans les organisations internationales économiques, Leyde, 1974
- La liberté de réunion, Genève, 1981
- La Suisse et les pactes des Nations Unies relatifs aux droits de l'Homme (coauteur), Bâle, 1997
- L'indépendance de la Suisse dans un monde interdépendant, Bâle, 1998
- Traité de droit constitutionnel suisse (coauteur), Berne, 2000
- Plus d'une centaine d’articles dans les domaines du droit constitutionnel et des droits de l'Homme.